# Ideopsis claviger
Ideopsis claviger är en fjärilsart som beskrevs av Gmelin 1788. Ideopsis claviger ingår i släktet Ideopsis och familjen praktfjärilar. Inga underarter finns listade i Catalogue of Life.